# Lasiobelba yunnanensis
Lasiobelba yunnanensis är en kvalsterart som beskrevs av Wen 1999. Lasiobelba yunnanensis ingår i släktet Lasiobelba och familjen Oppiidae. Inga underarter finns listade i Catalogue of Life.